# Битти, Уоррен
Ге́нри Уо́ррен Би́тти (англ. Henry Warren Beatty, при рождении — Бейти (англ. Beaty); род. 30 марта 1937, Ричмонд, Виргиния, США) — американский актёр, кинорежиссёр и продюсер. Получил популярность благодаря ролям гангстеров: Клайда Бэрроу в «Бонни и Клайде», Дика Трейси в одноимённой ленте и Багси Сигела в «Багси». Обладатель премии «Оскар» за лучшую режиссёрскую работу в фильме «Красные».

## Карьера
Его отец, Айра Оуэнс Бити, был профессором психологии, а мать, Кэтлин Коринна (в девичестве Маклейн) — учительницей. Его старшая сестра, актриса Ширли Маклейн тоже стала известна в кинематографе.
Актёрскому мастерству обучался в знаменитой школе Стеллы Адлер. Играл в театре и на телевидении. Дебютировал в кино у Элиа Казана в фильме «Великолепие в траве». Режиссёр увидел в нём не только привлекательного молодого человека из телесериалов, но прежде всего актёра. На раннем этапе творческой карьеры сыграл главную роль в мелодраме «Римская весна миссис Стоун», где его партнёршей выступила легендарная Вивьен Ли в одной из своих последних ролей.
Что касается его дальнейших работ, то крупные успехи (этапный вестерн «Бонни и Клайд», (1967); антивестерн Роберта Олтмена «Маккейб и миссис Миллер», (1971); фантастическая комедия «Небеса подождут», (1978); криминальная комедия «Дик Трейси» с Мадонной, Аль Пачино и Дастином Хоффманном, (1990)) чередуются с такими сокрушительными провалами, как «Иштар» (1987) и «Город и деревня» (2001).
Актёрская работа Битти в картине «Небеса могут подождать» отмечена премией «Золотой глобус».
Снятый Битти по мотивам книги «Десять дней, которые потрясли мир» фильм об Октябрьской революции, «Красные», в 1982 году был номинирован на премию «Оскар» в двенадцати номинациях и принёс Битти награду за лучшую режиссуру. Это исторический байопик о жизни американского писателя, журналиста и коммуниста Джона Рида, автора хроники Октябрьской революции 1917 года «Десять дней, которые потрясли мир», роль которого также исполнил Битти. Первоначально Битти рассчитывал, что фильм снимет Сергей Бондарчук, но его участие в проекте оказалось невозможным по политическим причинам.
В начале 2000-х годов оставил кинематограф ради политической деятельности, на выборах губернатора Калифорнии активно ратовал против Арнольда Шварценеггера.
В 2016 году вернулся в кино с фильмом «Вне правил» о миллионере Говарде Хьюзе, в котором выступил как продюсер, режиссер, сценарист и исполнитель роли Хьюза.

## Личная жизнь
В 1959 году Битти начал встречаться с актрисой Джоан Коллинз. Они обручились в начале 1960-х годов, но его измены в конечном итоге привели к их расставанию. В своей автобиографии 1978 года Коллинз рассказала, что была беременна от Битти, но сделала аборт.
Между 1965 и 1970 годом имел непродолжительные любовные отношения с актрисой Джуди Карне.
10 марта 1992 года женился на Аннетт Бенинг, с которой играл одну из главных ролей в фильме «Багси». У них есть четверо детей — сыновья Стивен Айра (род. 8 января 1992) и Бенджамин Маклин (род. 23 августа 1994), и дочери Изабель Ира Эшли (род. 11 января 1997) и Элла Коринн (род. 8 апреля 2000). Их старший сын совершил каминг-аут как трансгендерный человек в 2006 году и в настоящее время известен (под именем Стивен Айра, с отброшенной отцовской фамилией) как поэт, соредактор журнала трансгендерных авторов Vetch.
До брака с Бенинг Битти был известен своими многочисленными романами. Его также связывали отношения с певицей Карли Саймон, которая в ноябре 2015 года подтвердила, что один из куплетов её песни «You’re So Vain» посвящён Битти.

## Фильмография

### Режиссёр, продюсер и сценарист
| Год  |   | Русское название       | Оригинальное название | Роль                           |
| ---- | - | ---------------------- | --------------------- | ------------------------------ |
| 1967 | ф | Бонни и Клайд          | Bonnie and Clyde      | Продюсер                       |
| 1975 | ф | Шампунь                | Shampoo               | Продюсер и сценарист           |
| 1978 | ф | Небеса могут подождать | Heaven Can Wait       | Режиссёр, продюсер и сценарист |
| 1981 | ф | Красные                | Reds                  | Режиссёр, продюсер и сценарист |
| 1987 | ф | Иштар                  | Ishtar                | Продюсер                       |
| 1990 | ф | Дик Трейси             | Dick Tracy            | Режиссёр и продюсер            |
| 1991 | ф | Багси                  | Bugsy                 | Продюсер                       |
| 1994 | ф | Любовная история       | Love Affair           | Продюсер и сценарист           |
| 1998 | ф | Булворт                | Bulworth              | Режиссёр, продюсер и сценарист |
| 2016 | ф | Вне правил             | Rules Don't Apply     | Режиссёр, продюсер и сценарист |

### Актёр
| Год       |    | Русское название              | Оригинальное название          | Роль                            |
| --------- | -- | ----------------------------- | ------------------------------ | ------------------------------- |
| 1957      | с  | Телевизионный театр Крафта    | Kraft Television Theatre       | Рой Николас                     |
| 1957      | с  | Первая студия                 | Studio One                     | первый карточный игрок          |
| 1957      | с  | Подозрение                    | Suspicion                      | парень                          |
| 1959      | с  | Театр 90                      | Playhouse 90                   | н/д                             |
| 1959      | с  | —                             | Look Up and Live               | парень                          |
| 1959—1960 | с  | Успех Доби Гиллис             | The Many Loves of Dobie Gillis | Милтон Армитейдж                |
| 1960      | с  | Шаг за грань                  | One Step Beyond                | Гарри Грейсон                   |
| 1961      | ф  | Великолепие в траве           | Splendor in the Grass          | Бад Стампер                     |
| 1961      | ф  | Римская весна миссис Стоун    | The Roman Spring of Mrs. Stone | Паоло ди Лео                    |
| 1962      | ф  | Всё рушится                   | All Fall Down                  | Берри-Берри Уилларт             |
| 1964      | ф  | Лилит                         | Lilith                         | Винсент Брюс                    |
| 1965      | ф  | Микки Первый                  | Mickey One                     | Микки Первый                    |
| 1966      | ф  | Пообещай ей что-нибудь        | Promise Her Anything           | Харли Раммел                    |
| 1966      | ф  | Калейдоскоп                   | Kaleidoscope                   | Барни Линкольн                  |
| 1967      | ф  | Бонни и Клайд                 | Bonnie and Clyde               | Клайд Бэрроу                    |
| 1970      | ф  | Единственная забава в городке | The Only Game in Town          | Джо Грейди                      |
| 1971      | ф  | Маккейб и миссис Миллер       | McCabe & Mrs. Miller           | Джон Маккейб                    |
| 1971      | ф  | Доллары                       | $                              | Джо Коллинз                     |
| 1974      | ф  | Заговор «Параллакс»           | The Parallax View              | Джозеф Фрейди                   |
| 1975      | ф  | Шампунь                       | Shampoo                        | Джордж Раунди                   |
| 1975      | ф  | Судьба                        | The Fortune                    | Ники Уилсон                     |
| 1978      | ф  | Небеса могут подождать        | Heaven Can Wait                | Джо Пендлтон                    |
| 1981      | ф  | Красные                       | Reds                           | Джон Рид                        |
| 1987      | ф  | Иштар                         | The Ishtar                     | Лайл Роджерс                    |
| 1990      | ф  | Дик Трейси                    | Dick Tracy                     | Дик Трейси                      |
| 1991      | ф  | Багси                         | Bugsy                          | Багси Сигел                     |
| 1994      | ф  | Любовная история              | Love Affair                    | Майк Гэмбрил                    |
| 1998      | ф  | Булворт                       | Bulworth                       | сенатор Джей Биллингтон Булворт |
| 1998      | с  | Шоу Ларри Сандерса            | The Larry Sanders Show         | в роли самого себя              |
| 2001      | ф  | Город и деревня               | Town & Country                 | Портер Стоддард                 |
| 2010      | тф | —                             | Dick Tracy Special             | Дик Трейси                      |
| 2015      | ф  | Употреблено                   | Consumed                       | человек, говорящий по телефону  |
| 2016      | ф  | Вне правил                    | Rules Don’t Apply              | Говард Хьюз                     |